# 亞歷杭德羅·法亞
亞歷杭德羅·法亞（Alejandro Falla，1983年11月14日—），已退役的哥倫比亞職業網球運動員（2000年—），最高單打排名為世界第48，大滿貫最佳成績是2010年澳洲網球公開賽闖進第三輪。
法亞令人印像深刻的比賽是在2010年溫布頓網球錦標賽，第一輪遭遇六屆冠軍兼頭號種子費德勒，之前在同年法網與哈雷曾二度交手皆遭到費德勒淘汰出局，不過此次交手差點讓這位一代球王第一輪爆冷出局，第四盤5-4之前，法亞發揮良好與費德勒在關鍵分頻頻失誤，第四盤5-4一度擁有賽末發球局，但法亞面臨拿下比賽的壓力，賽末發球局臨場發揮不如之前犀利而遭到破回，第四盤5-5，而雙方互保來到搶七，費德勒恢復過往的經驗與抗壓性以7-1拿下第四盤，雙方盤數回到均勢2-2，決勝盤，費德勒重新掌握局勢，法亞心理崩潰加上體能耗盡，而一個發球局也保不住，連失6局而吞蛋出局。

## 外部連結
- 亞歷杭德羅·法亞（英文/西班牙文）的官方資料
- 亞歷杭德羅·法亞的國際網球總會 職業／青少年 官方資料（英文）
- 亞歷杭德羅·法亞的官方資料（英文）